# Ranunculus andersonii
Ranunculus andersonii är en ranunkelväxtart som beskrevs av Asa Gray. Ranunculus andersonii ingår i släktet ranunkler, och familjen ranunkelväxter. Utöver nominatformen finns också underarten R. a. tenellus.

## Bildgalleri

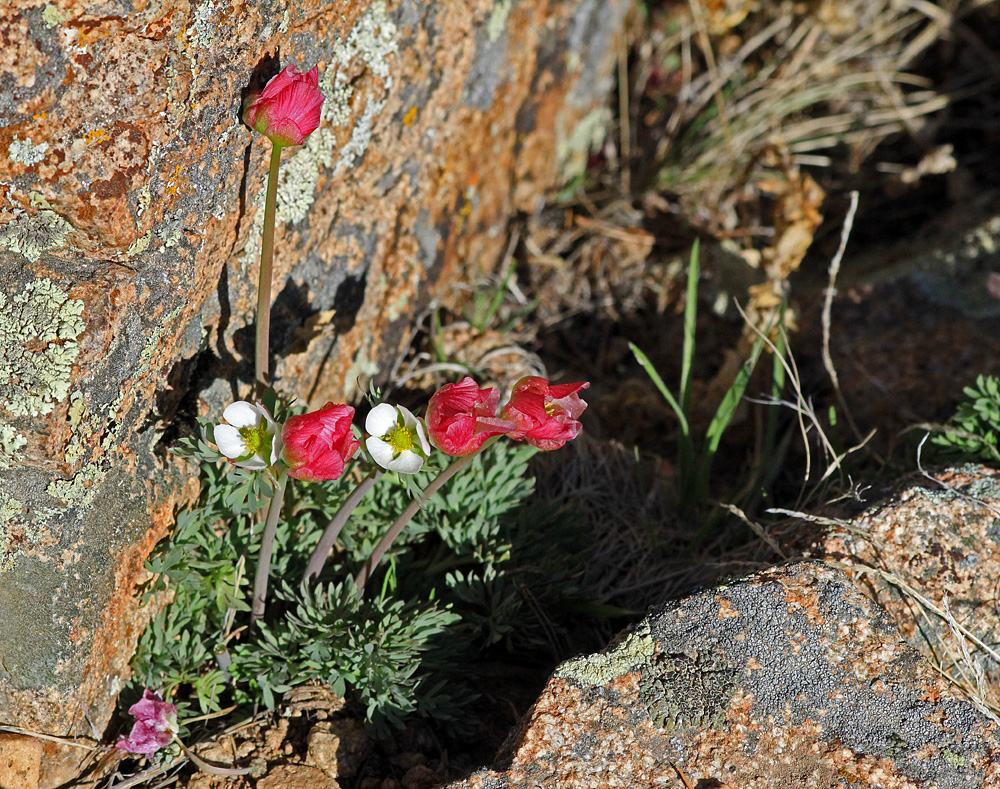
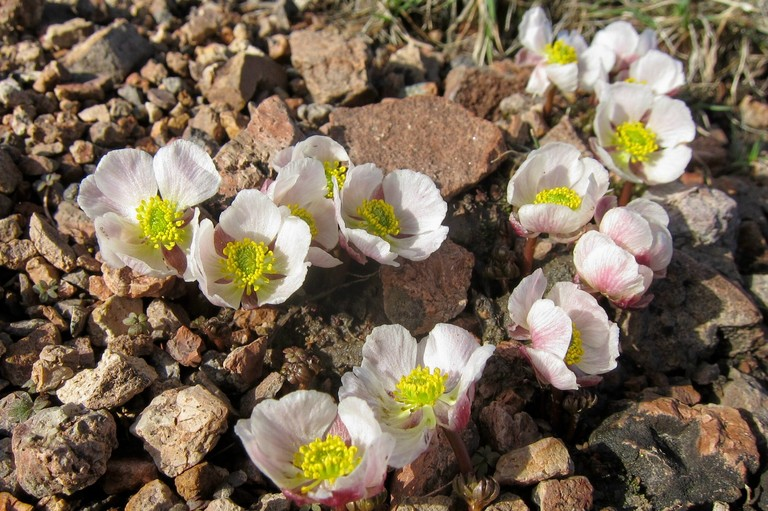